# イパラ湖
イパラ湖（スペイン語：Laguna de Ipala）は、イパラ山に存在するカルデラ湖である。

## 概要

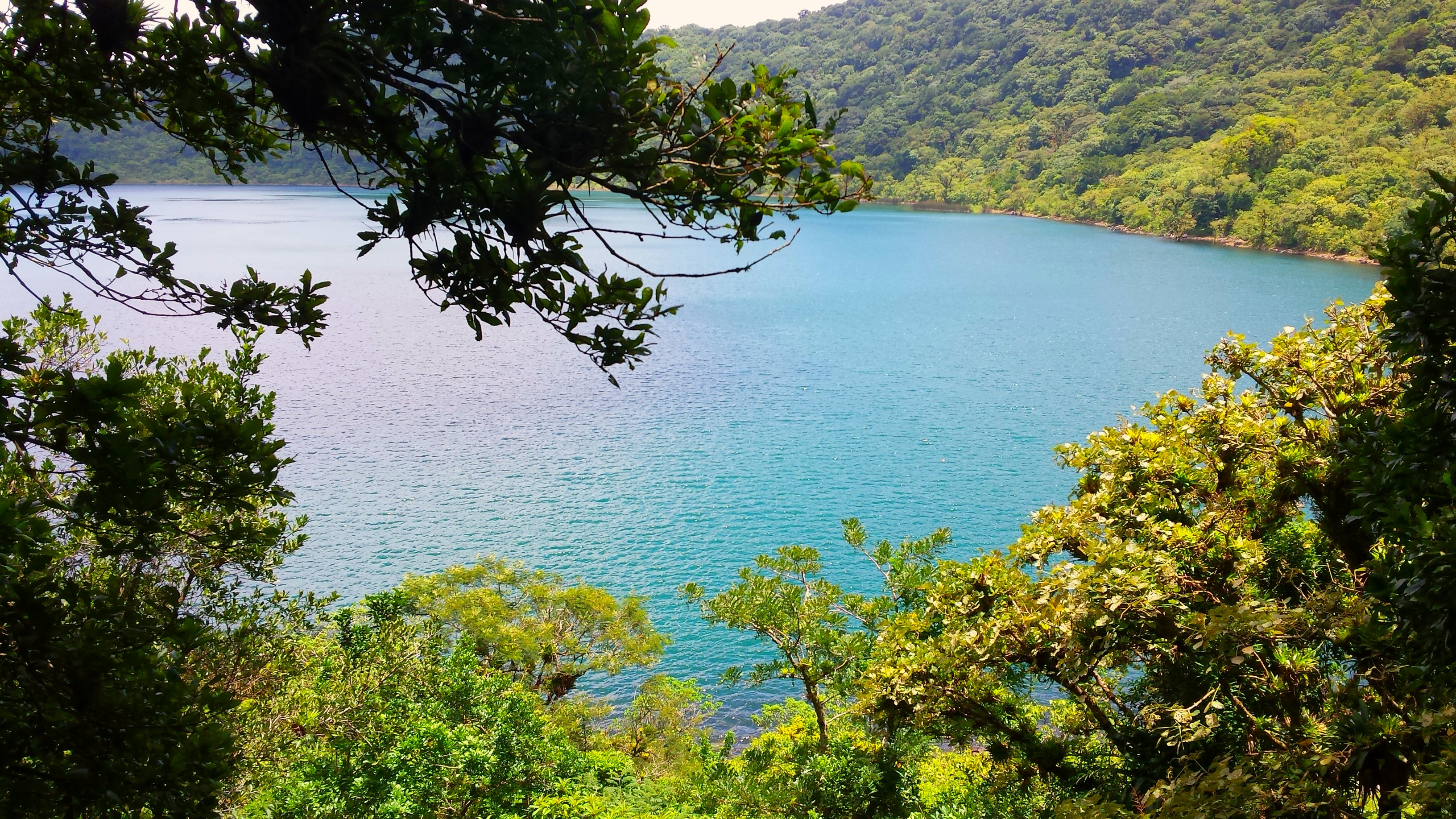
イパラ山のカルデラの中に存在するイパラ湖

イパラ山は火山である。この山の山頂部には、直径が約1 km、深さが約150 mのカルデラが形成されており、その底部にイパラ湖が存在する。湖面の面積は約0.52 km2である。湖面の標高は、約1493 mである。イパラ湖からの流出河川は存在しない。

## 地理
イパラ湖はグアテマラ南東部のチキムラ県に属している。ただし、イパラ山の山体はチキムラ県だけでなくフティアパ県にもかかっている。